# 1-Fenil-etil-amin
Az 1-fenil-etil-amin az aminok közé tartozó szerves vegyület, képlete C6H5CH(NH2)CH3. Színtelen folyadék, gyakran használt rezolválószer. A benzil-aminhoz hasonlóan erősen bázikus, stabil ammóniumsókat és imineket képez.
Előállítható az acetofenon reduktív aminálásával, az ilyen típusú reakció szokásos körülményei között. Egyik fő előállítási útja a Mignonac-reakció, mely redukálószerként hidrogéngázt használó egyedényes (one-pot) reakció:
Egy másik eljárás a Leuckart-reakció, mely ammónium-formiátot használ.

## Fordítás
Ez a szócikk részben vagy egészben  a(z)   1-Phenylethylamine című angol Wikipédia-szócikk ezen változatának fordításán alapul.  Az eredeti cikk szerkesztőit annak laptörténete sorolja fel. Ez a jelzés csupán a megfogalmazás eredetét és a szerzői jogokat jelzi, nem szolgál a cikkben szereplő információk forrásmegjelöléseként.